# Shelby County (Texas)
Shelby County ist ein County im östlichen Teil des US-Bundesstaats Texas an der Grenze zum US-Bundesstaat Louisiana. Das U.S. Census Bureau hat bei der Volkszählung 2020 eine Einwohnerzahl von 24.022 ermittelt. Die Bezirkshauptstadt (County Seat) ist Center. 
Shelby County wurde 1836 gegründet, zählt zu den Original-Countys der Republik Texas und wurde nach Isaac Shelby, einem früheren Gouverneur von Kentucky, benannt. Bis zum Bürgerkrieg war Shelby County Teil der sich quer durch den tiefen Süden ziehenden Sklavenhalter-Region. Landschaftlich ist es Teil der osttexanischen Piney Woods-Region. Wirtschaftlich prägende Faktoren sind Geflügelproduktion, Holzwirtschaft, Baumwolle sowie – in kleinerem Ausmaß – Erdöl- und Erdgas-Förderung. 

## Geografie

Sabine River Bridge nahe Joaquin

Shelby County liegt im äußersten Osten von Texas. Mit über 2100 Quadratkilometern Fläche – davon 105 Quadratkilometer Wasserfläche – zählt es zu den mittelgroßen texanischen Countys. Seine östliche Grenze bildet der Sabine River. Der Fluss – südlich der Stadt Joaquin aufgestaut zum Toledo Bend Reservoir – bildet die Grenze zum US-Bundesstaat Louisiana. Nachbarcountys im Uhrzeigersinn sind: Sabine und San Augustine im Süden, Nacogdoches im Südwesten, Rusk im Westen und Panola im Norden. Im Osten grenzt Shelby County an die beiden zu Louisiana gehörenden Parishes De Soto und Sabine. Grenzgewässer zu den beiden westlich liegenden Countys Nacogdoches und Rusk ist der Attoyac Bayou – ein Stehgewässer, das in das Sam Rayburn Reservoir einmündet.
Zwei weitere größere Gewässer innerhalb der Countygrenzen sind der Fiat Fork Creek und der Tenaha Creek. Sie durchfließen das County in West-Ost-Richtung und münden beide in den Sabine River. Markantester Landschaftspunkt ist das Toledo Bend Reservoir. Der Stausee nimmt fast das gesamte östliche Countyufer in Beschlag. Mit 104 Kilometer Länge und einer durchschnittlichen Breite von 16 Kilometern ist er die größte künstlich geschaffene Wasserfläche im Süden der Vereinigten Staaten. Westlich an den Stausee an schließt sich der Angelina National Forest, welcher ungefähr ein Drittel der Countyfläche in Beschlag nimmt.

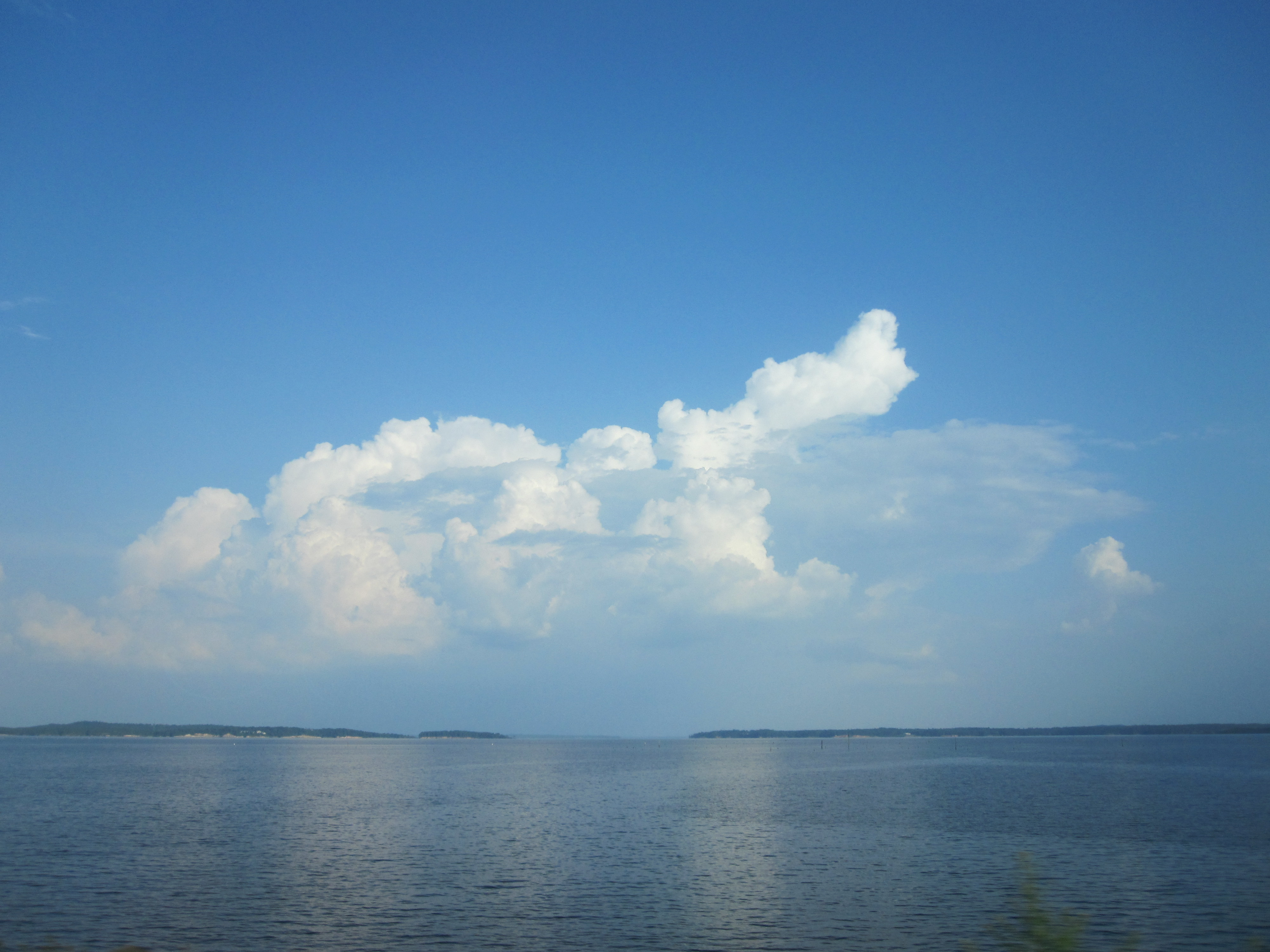
Toledo Bend Reservoir

Landschaftlich gehört das – mit dem Slogan Gateway to the Texas Forest Country für seinen Naturreichtum werbende – County zur Piney Woods-Region beziehungsweise der East Texas Timberlands – einer waldreichen Ökoregion, die sich über ihren Kern in Osttexas hinaus bis nach Louisiana, Arkansas und Ost-Oklahoma erstreckt. Vorherrschend ist eine ebene Landschaft mit sanft-welligen Erhebungen. Das Gebiet zeichnet sich durch starken Waldbewuchs aus. Dominierende Baumarten sind Kiefern, Zypressen und Eichen. Die durchschnittliche Höhe variiert zwischen 40 und 120 Metern über dem Meeresspiegel. Die Bodenart variiert zwischen grauem, sandigen Lehm in den höheren Lagen und schwarzem Lehmboden. Zwischen 21 und 30 Prozent des Bodes gelten als erstklassiges Ackerland. Landwirtschaftlich dominieren neben der in ganz Osttexas stark betriebenen Holzwirtschaft Heuanbau, Viehzucht sowie Hühnerhaltung. An Rohstoffen verfügt der Bezirk über Vorkommen von Braunkohle, Erdöl, Erdgas sowie Sand.

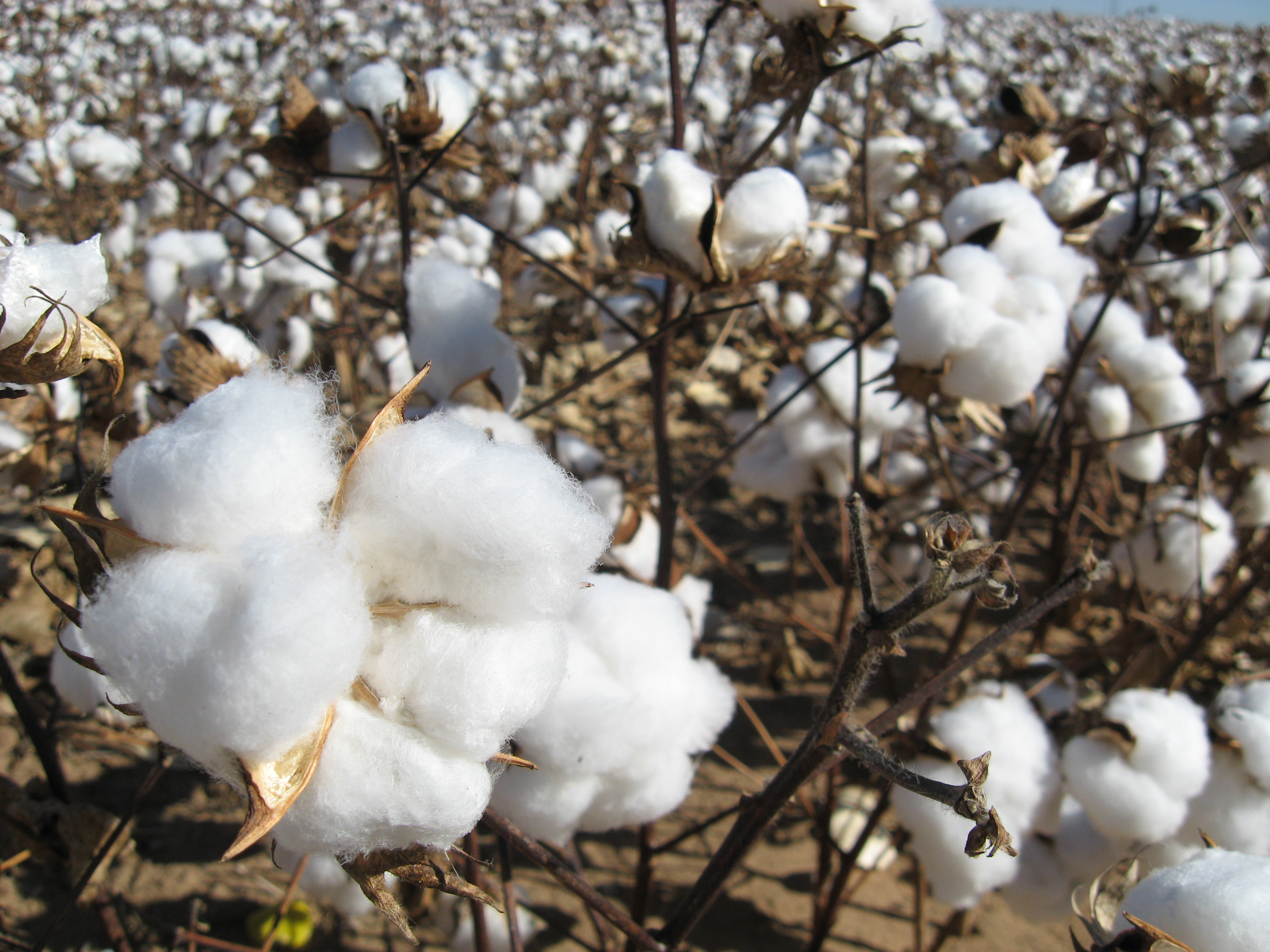
Baumwollfeld

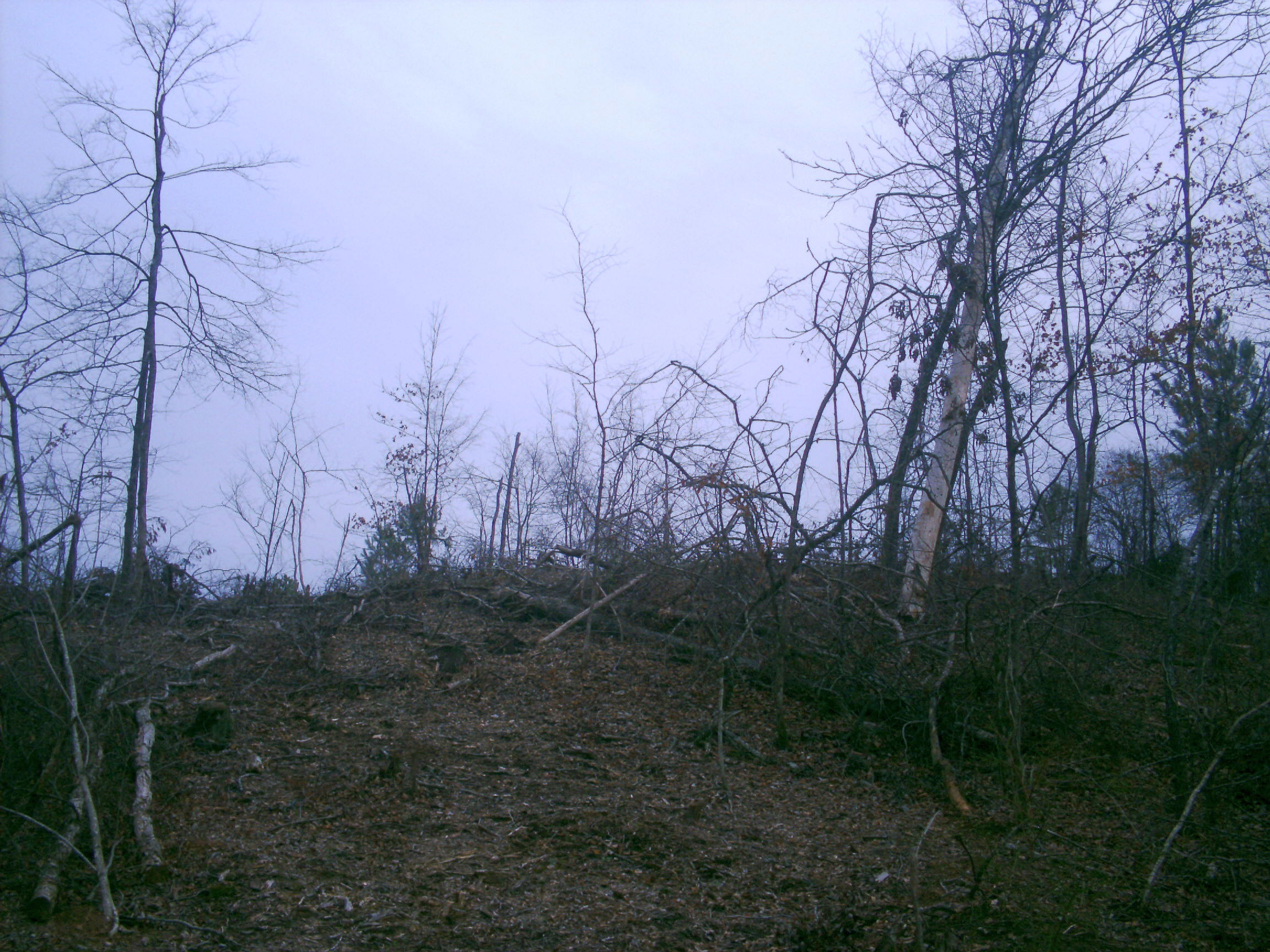
Piney Woods-Landschaft in Osttexas

Die Siedlungsstruktur gruppiert sich um die in der Countymitte gelegene Bezirkshauptstadt Center – mit über 5000 Einwohnern die größte Stadt des Gebiets. Weitere Orte mit dem Status City oder Town sind Timpson, Tenaha sowie die am Sabine River beziehungsweise dem Toledo Bend Reservoir gelegenen Ortschaften Joaquin und Huxley. Mittlerweile keine eigenen Verwaltungsrechte mehr innehat die ehemalige, rund sieben Kilometer südöstlich von Center liegende Bezirkshauptstadt Shelbyville. Der Süden und Südosten des Countys verfügt über keinerlei feste Ortschaften. Die Besiedlung weist insgesamt einen agrarischen, von Einzelgehöften und kleinen Ansiedlungen geprägten Charakter auf. Eine Folge davon sind zahlreiche nahezu unbekannte Kleinansiedlungen wie White Elephant, Toomey, Sarat und Rainsville – Ortschaften, deren Name oftmals nur noch einen historischen Wert hat. Mittlerweile Geisterdörfer (Englisch: Ghost Towns) sind die ehemaligen Ortschaften Brooklyn und Buena Vista.
Wichtigste überregionale Verbindungsstraßen sind die beiden US-Highways 59 und 96. Ersterer führt von Nacogdoches über den nördlichen Teil des Countys in Richtung Louisiana. Der zweite durchquert das County-Gebiet in Nord-Süd-Richtung Richtung Golfküste. Darüber hinaus verfügt das County über einige Farm-to-Market-Roads, deren Zielpunkt meist die Bezirkshauptstadt Center ist. Eisenbahnlinien im County unterhalten die Union Pacific Railroad und die BNSF Railway – erstere in Nord-Süd-Richtung über Center, letztere durch den Nordteil des Countys mit den Stationen Timpson, Tenaha und Paxton.
Das Klima in der Region ist – gemäß der Klassifikation von Köppen – subtropisch-feucht (Typus: Cfa). Typisch sind heiße, feuchte Sommer und milde bis kühle Winter. Die Sommer fallen normalerweise etwas feuchter aus als die Winter. Die Durchschnittstemperaturen bewegen sich zwischen 34 °C im Juli und +1 °C im Januar. Der durchschnittliche monatliche Niederschlag beträgt 127 Millimeter; die Vegetationsperiode erstreckt sich über eine durchschnittliche Spanne von 240 Tagen im Jahr. Das Tornado-Risiko wird seitens der Rating-Webseite homefacts.com als „moderat“ eingestuft. Größter Tornado in der Region war ein F4 (Kategorie „verheerend“) im Februar 1950, der 77 Verletzte und 18 Todesfälle zur Folge hatte.
|                       | Jan   | Feb   | Mär   | Apr   | Mai   | Jun   | Jul  | Aug  | Sep  | Okt   | Nov   | Dez   |   |      |
| Mittl. Tagesmax. (°C) | 15,0  | 17,2  | 21,4  | 25,4  | 29,3  | 32,8  | 34,7 | 35,2 | 31,9 | 26,5  | 20,8  | 15,8  | ⌀ | 25,5 |
| Mittl. Tagesmin. (°C) | 1,7   | 3,4   | 7,1   | 11,1  | 16,3  | 20,2  | 22,0 | 21,5 | 17,6 | 11,6  | 6,6   | 2,4   | ⌀ | 11,8 |
|                       |       |       |       |       |       |       |      |      |      |       |       |       |   |      |
| Niederschlag (mm)     | 113,0 | 126,0 | 117,0 | 106,0 | 114,0 | 135,0 | 84,0 | 89,0 | 93,0 | 135,0 | 128,0 | 138,0 | Σ | 1378 |

| 1,7 |

| 3,4 |

| 7,1 |

| 11,1 |

| 16,3 |

| 20,2 |

| 22,0 |

| 21,5 |

| 17,6 |

| 11,6 |

| 6,6 |

| 2,4 |

| 1,7 |

| 3,4 |

| 7,1 |

| 11,1 |

| 16,3 |

| 20,2 |

| 22,0 |

| 21,5 |

| 17,6 |

| 11,6 |

| 6,6 |

| 2,4 |

## Geschichte

### Bis zum 20. Jahrhundert

Texas als Provinz von Neuspanien

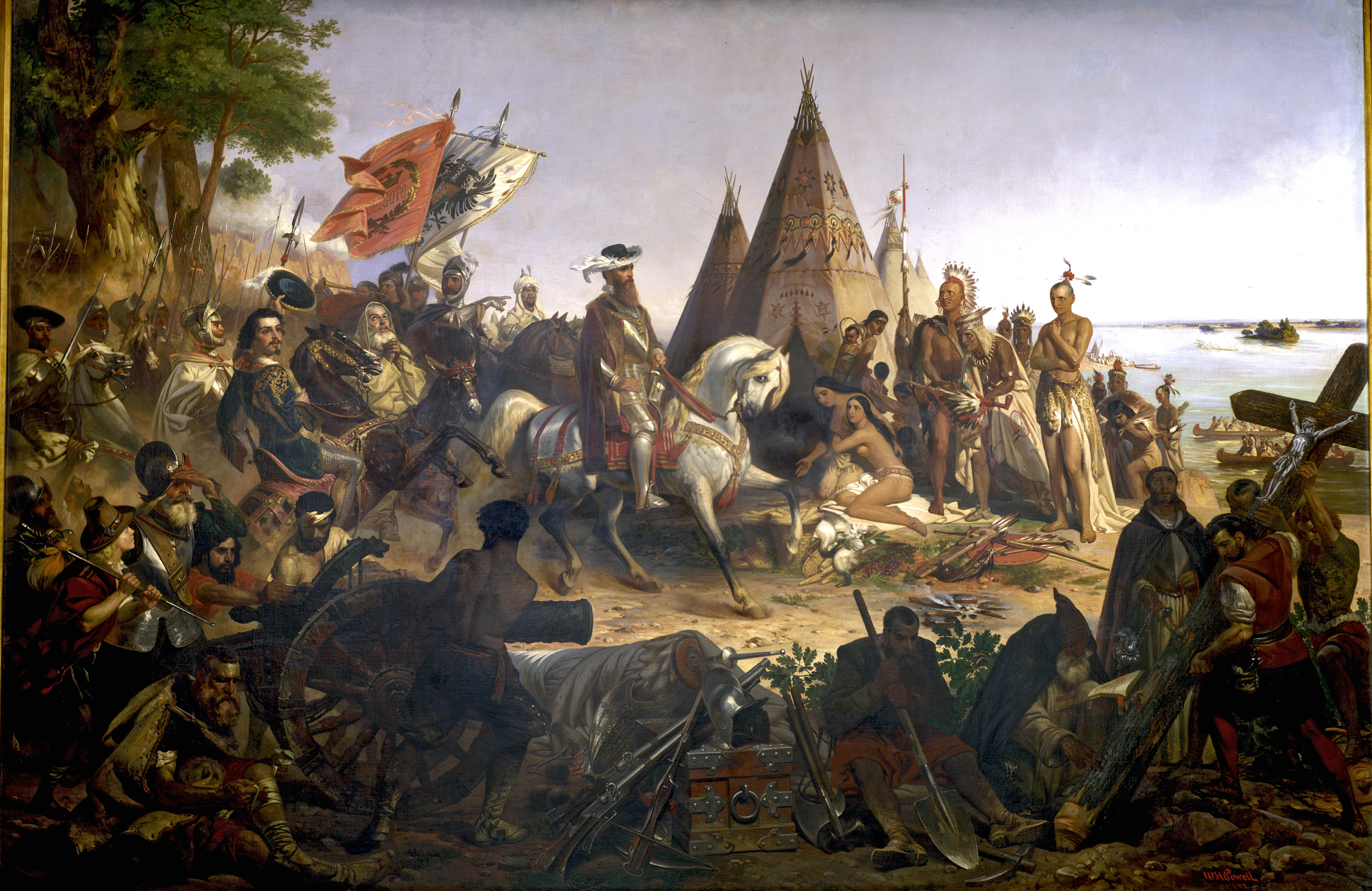
Expedition von Hernando de Soto und Luis de Moscoso am Mississippi River. Gemälde von 1853

Vor der Ankunft spanischer Konquistadoren lebten in diesem Teil des heutigen Texas vor allem Stämme und Völker der Caddo – einer indianischen Kultur, die Landwirtschaft betrieb und auf deren Angehörige auch die Mississippi-Kultur (um 1000 n. Chr.) zurückging. Welche Europäer die Region zuerst erkundeten, lässt sich heute nicht mit Bestimmtheit sagen. Möglich ist, dass die Moscoso-Expedition von 1542 bereits dieses Gebiet streifte. Ebenso möglich ist allerdings, dass der erste Kontakt ortsansässiger Indianerstämme mit Weißen erst im 18. Jahrhundert stattfand. Eine erste Verbindungsstraße in die Region basierte auf einem alten Indianerpfad, der später Teil der Old San Antonio Road wurde. Das nördlich davon gelegene Gebiet, das heute das Territorium des Shelby County umfasst, gehörte ebenfalls zum Vizekönigreich Neuspanien, dürfte allerdings erst gegen Ende des 18. Jahrhunderts näher erkundet worden sein.

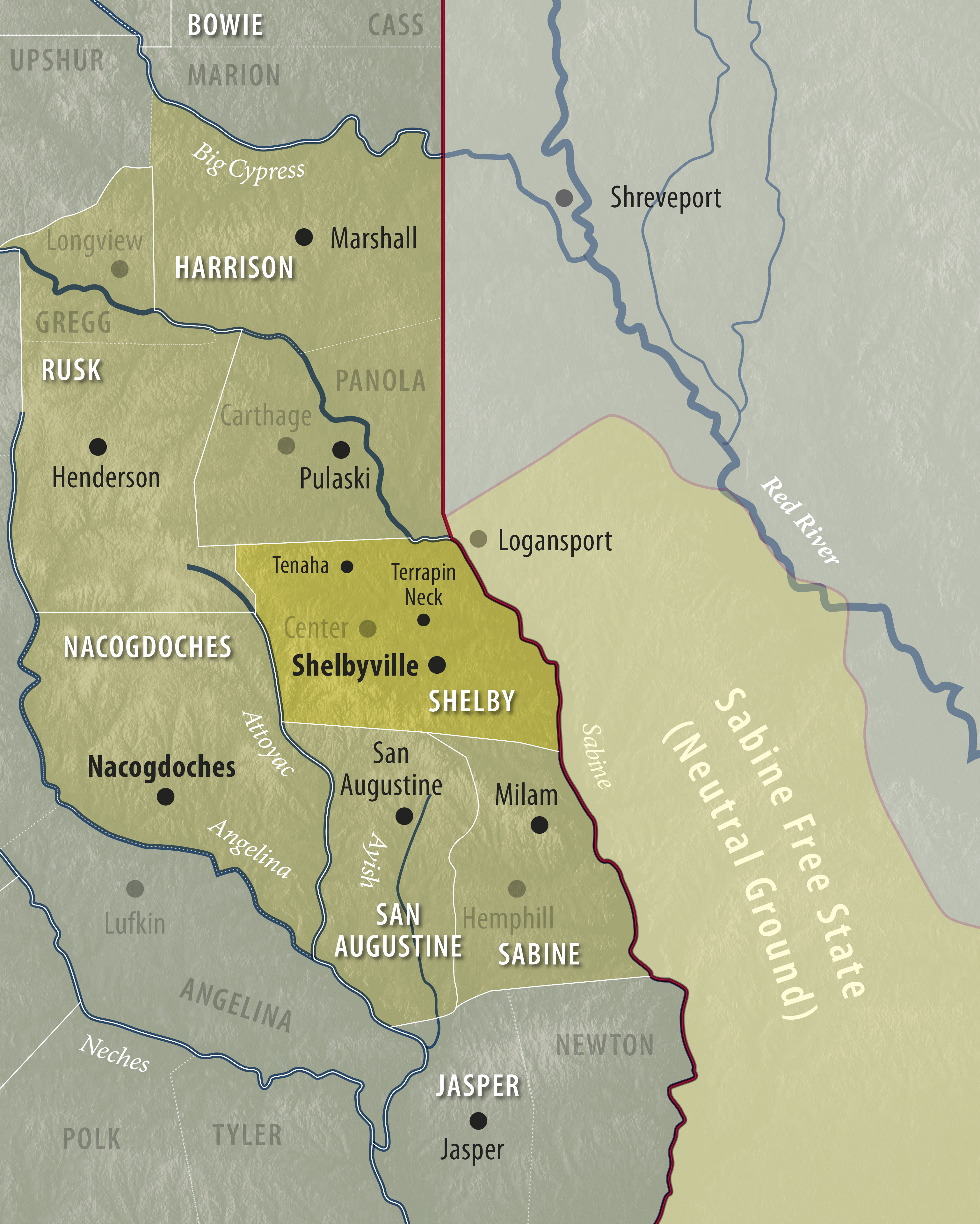
Shelby County und umliegende Gebiete 1839–1844

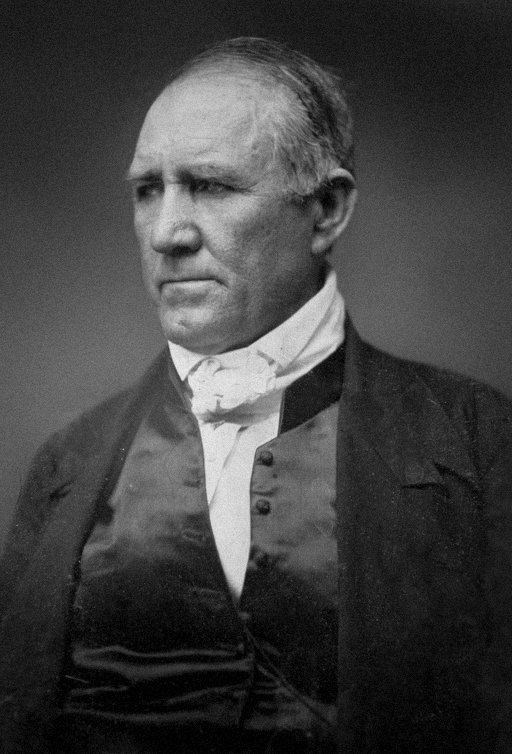
Sam Houston (1856)

Die ersten angloamerikanischen Siedler ließen sich in der Region in den 1810er-Jahren nieder. Unter mexikanischer Herrschaft firmierte sie unter den Bezeichnungen Tenehaw District beziehungsweise Tenaha Municipally. Als erste feste Siedlung entstand 1824 Nashville – das spätere Shelbyville. 1836 wurde Shelby County offiziell begründet – als eines der sieben texanischen Originalcounties mit Shelbyville aus Hauptstadt. In den 1840er-Jahren wurde die Region von einer blutigen Fehde zwischen zwei konkurrierenden Vigilanten-Gruppen stark in Mitleidenschaft gezogen – dem Regulator–Moderator War. Die Auseinandersetzung zwischen den beiden Gruppen gilt als die blutigste Fehde der texanischen Geschichte. In ihrem Verlauf kamen zwischen 30 und 40 Personen gewaltsam ums Leben. Nachdem sie sich auch geografisch immer mehr ausweitete und mehrere Nachbarcountys in Mitleidenschaft zog, griff der texanische Präsident Sam Houston ein und ließ sie durch Entsendung der texanischen Miliz beenden.
Um 1847 lebten rund 3.300 Personen in Shelby County – ein Stand, der in etwa dem der Nachbarcountys Panola und San Augustine entsprach. Bis zum Bürgerkrieg stieg die Einwohnerzahl auf rund 5.300 an. Zunächst basierte die Wirtschaft des Landkreises auf Mais- und Haferanbau sowie Viehzucht. Der Anbau von Baumwolle spielte zunächst eine untergeordnete Rolle. Aufgrund der kommerziellen Rendite, welche die Baumwollwirtschaft versprach, weitete sie sich bis zum Bürgerkrieg jedoch deutlich aus. Einher ging die etablierte Wirtschaftsstruktur mit der Etablierung der – aus den Südstaaten eingeführten – Sklaverei. 1860 lebten knapp 1500 unfreie Afroamerikaner in dem Gebiet. Ihr Anteil an der Gesamtbevölkerung war zwischenzeitlich von 23 % im Jahr 1847 auf 28 % gestiegen. Wie weite Teile von Osttexas zählte auch Shelby County zur klassischen Antebellum-Sklavenhalterregion.
Die Sezession des Südens wurde von den Einwohnern des Countys fast einhellig befürwortet. Einer Schätzung zufolge dienten im Verlauf des Bürgerkriegs fast 750 Männer aus Shelby County in lokalen und überregionalen konföderierten Einheiten. Von unmittelbaren Kampfhandlungen war das County nicht betroffen; auch die in weiten Teilen des Südens obligatorische Besetzung durch Unionstruppen blieb ihm erspart. Wie an vielen Orten im Süden führte die Politik der Reconstruction sowie die damit verbundene Sklavenbefreiung zum Ausbruch neuer Konflikte. Da Shelby County kein Brennpunkt der Rekonstruktions-Politik war, wurde der Kreis bereits ab 1869 wieder von Anhängern der Südstaaten-Demokraten kontrolliert. 1866 wurde die zentral in der County-Mitte gelegene Stadt Center zum neuen County Seat bestimmt. Während die Bedeutung des neuen Verwaltungszentrums stetig zunahm, geriet das 17 Kilometer entfernte Shelbyville zunehmend ins Abseits.

### 20. und 21. Jahrhundert

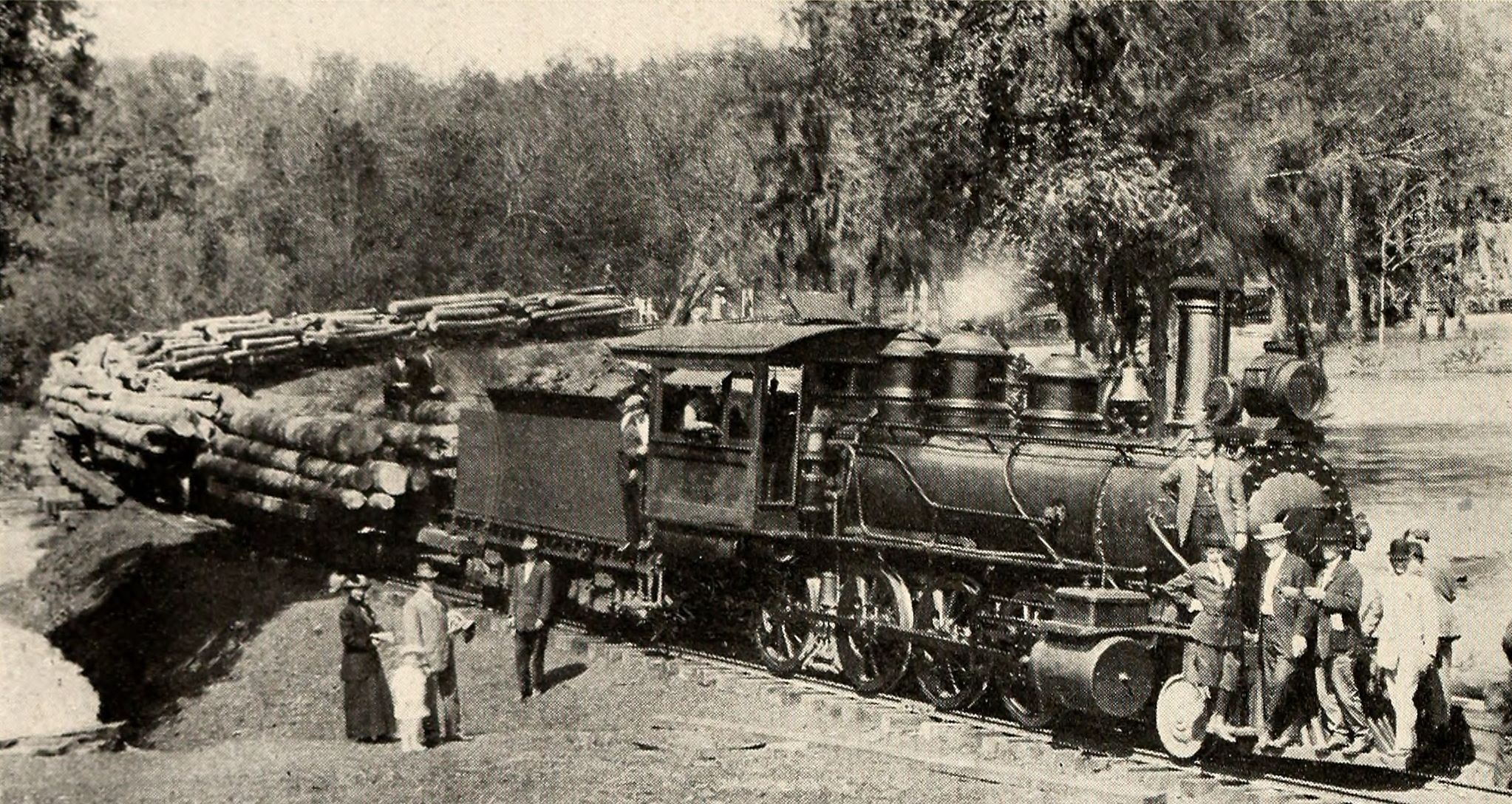
Holztransport in der Nähe des Sabine River (1916)

Bis in die 1920er-Jahre hinein blieb Shelby County eine ländliche, von Landwirtschaft bestimmte Gegend. Das Verkehrsnetz sowie die sonstige Infrastruktur wurden nach und nach den aktuellen Gegebenheiten angepasst. Seit 1885 war der nördliche Teil des Countys an das Streckennetz der Houston East und West Texas Railway angeschlossen; ab 1904 wurden das Eisenbahnverbindungen durch die Golf, Beaumont und Great Northern Railroad komplettiert, welche das Zentrum des Bezirks von Nord nach Süd durchquerte. Folge der Eisenbahnanbindung war die Gründung einiger neuer Städte nahe der nördlichen Countygrenze – beispielsweise Timpson und Joaquin. Andere – wie Tenaha – entwickelten sich von kleinen Flecken zu prosperierenden Ortschaften. Die sozialen Verwerfungen in den Jahren nach dem Ersten Weltkrieg führten auch in Osttexas zum Wiederaufleben rassistischer Aktivitäten. Eine Besonderheit dieser landesweit grassierenden Welle an Lynchjustiz waren die gehäuften Lynchmorde an Afroamerikanern. Zwei dieser Vorfälle – einmal 1924 und einmal 1928 – fanden in der Bezirkshauptstadt Center statt. In beiden Fällen holte eine aufgebrachte Menge tatverdächtige Afroamerikaner aus dem Gefängnis und hängte sie an einem Baum vor dem Gerichtsgebäude öffentlich auf.

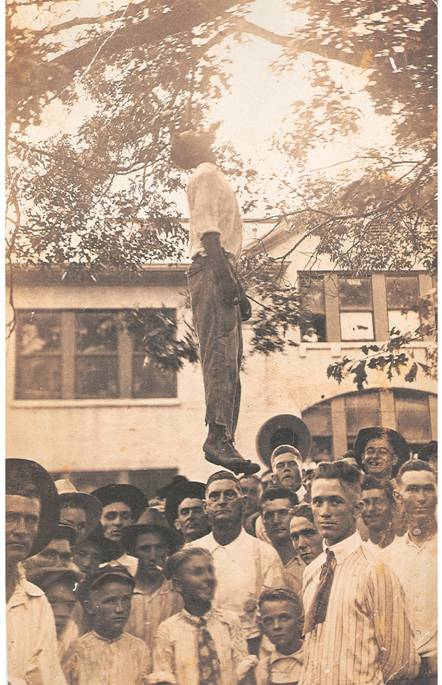
Öffentlicher Lynchmord an Lige Daniels (Center, 1920)

Die Landwirtschaft des Bezirks, die Verkehrsanbindung sowie der Wohnkomfort der ländlichen Bevölkerung befanden sich bis in die 1940er-Jahre auf einem Stand, welcher den technisch-maschinellen Möglichkeiten deutlich hinterherhinkte. Noch 1940 waren fast 90 Prozent der Farmhäuser ohne Strom und Telefonverbindung. 50 Prozent der Farmer besaßen keinen Traktor; die Anzahl der Lastwagen und Automobile belief sich bei einer Farm-Anzahl von 4.952 auf 392 und 1.119. Darüber hinaus waren (noch) viele Straßen ungepflastert. Eine engere Anbindung an die regionalen und überregionalen Verbindungsnetze erfolgte zum einen durch die Modernisierung des vorhandenen Wegenetzes, zum anderen durch den Anschluss an das US-amerikanische Netz aus State- und US-Highways.
Ungeachtet der überkommenen Infrastruktur war die Einwohnerzahl des Countys in den ersten Jahrzehnten des 20. Jahrhunderts stetig angestiegen. Ihren Höhepunkt erreichte sie 1940 mit 29.235 Bewohnern. Nach dem Zweiten Weltkrieg indes setzte eine verstärkte Abwanderung aus dem Landkreis ein. Bis 1990 hatte sich die Einwohnerschaft auf den Stand von 22.034 Personen reduziert. Eine Gegenmaßnahme gegen Abwanderung und Bedeutungsverlust waren Strategien der wirtschaftlichen Diversifizierung. In deren Gefolge wurden traditionelle Wirtschaftssektoren wie Mais- und Baumwolleanbau sowie Geflügelhaltung Zug um Zug durch weitere Erwerbsmöglichkeiten wie Holzabbau, Bergbau, weiterverarbeitender Industrie sowie Aktivitäten im Bereich Tourismus flankiert. Der 1967 fertiggestellte Toledo Bend-Stausee ermöglichte dem County zusätzlich eine verstärkte Partizipation an der optimierten Wasser- und Energiewirtschaft.
Zu Beginn des 21. Jahrhunderts geriet das County in den Fokus der Öffentlichkeit durch den Vorwurf rassistischer Praktiken. Einer der Auslöser betraf die Gemeinde Tenaha. Deren Sheriff-Department hatte unter dem Vorwand, Drogengelder zu konfiszieren, bei zahlreichen nicht-weißen Durchreisenden Geld- und Sachwert-Beschlagnahmungen durchgeführt und die Erträge örtlichen Polizeirevieren zugeführt. Nach Einschaltung der Bürgerrechtsorganisation ACLU und einer Sammelklage endete diese Praxis mit einem Vergleich, in dessen Zug einbehaltene Beträge zurückgezahlt und ein Teil der Verantwortlichen entlassen wurden. Landesweit für Aufsehen sorgte das Urteil Shelby v. Holder vor dem Supreme Court 2013 – Ergebnis einer weiteren Sammelklage, die rassisch exkludierende Praktiken bei der Registrierung von Wählern zum Anlass hatte. Der aufsehenerregende Fall endete mit einer Niederlage der Kläger. Der von den Republikanern dominierte Supreme Court erklärte den 1964 verabschiedeten Verfassungszusatz, welcher Interventionsmöglichkeiten des Bundes vorsieht, für nicht mehr zeitgemäß und sprach dem County entsprechend das Recht zu, die Detailregelungen bei der Vorbereitung und Ausführung von Wahlen auf kommunaler Ebene festzulegen. Kritisch gegenüber dem Urteil äußerte sich unter anderem der damalige US-Präsident Barack Obama. Ebenso wie eine Reihe Bürgerrechtler bewertete er das Urteil als Rückschlag für die Bemühungen, gleiche Bedingungen bei der Ausübung des Wahlrechts zu gewährleisten.

## Demografie und Politik

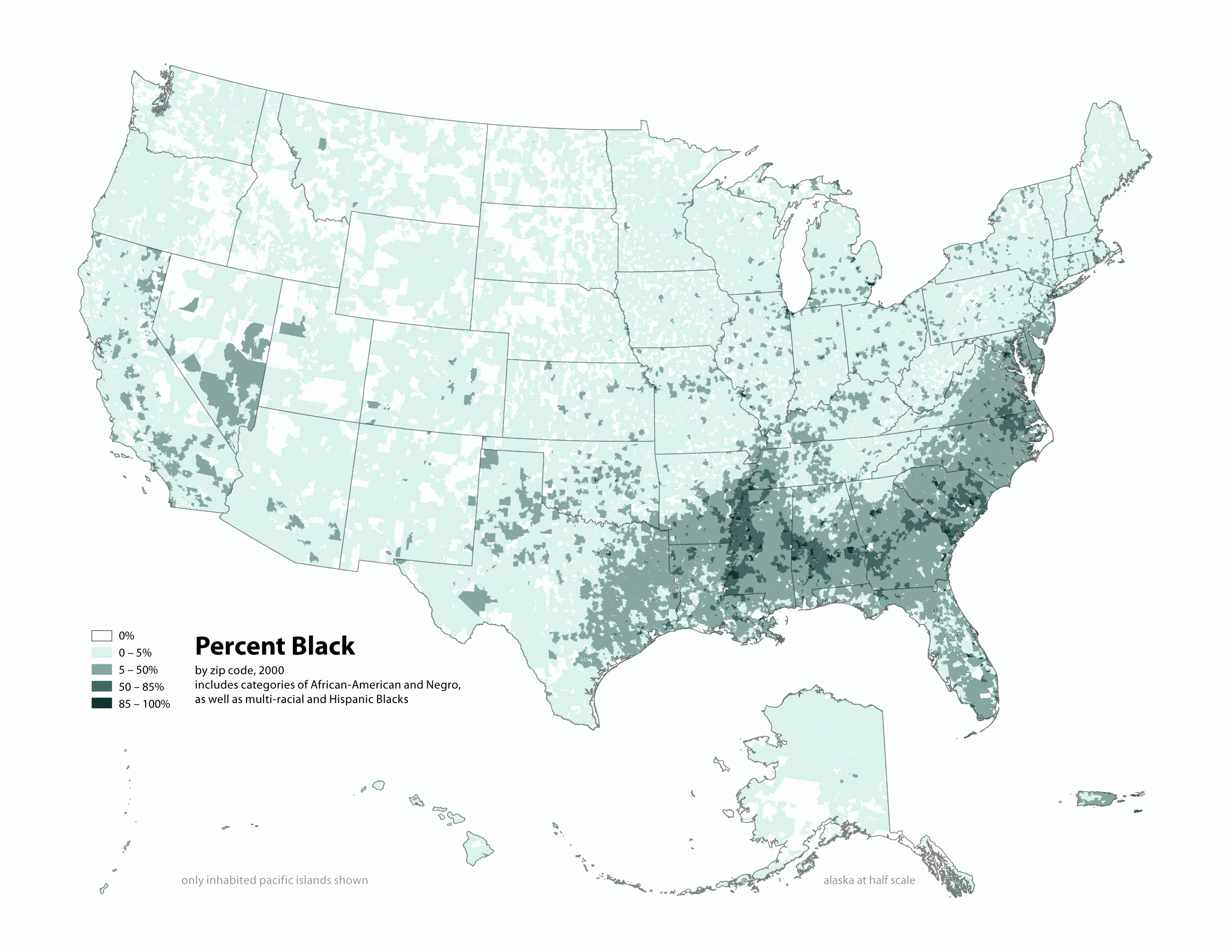
Afroamerikanische Siedlungsschwerpunkte in den USA

### Demografie
Geografisch ist die Einwohnerschaft des Countys stark unregelmäßig verteilt. Der grafischen Darstellung der Seite statisticalatlas.com zufolge konzentriert sich das Gros in der Mitte rund um die Bezirkshauptstadt Center. Der Norden und Westen des Countys, in dem sich der Rest der größeren Ansiedlungen konzentriert, wartet mit einer Bevölkerungsdichte zwischen 25 und 50 Einwohnern pro Quadratmeile auf. Die Einwohnerdichte der südlichen County-Hälfte beläuft sich auf unter 25 Einwohner pro Quadratmeile. Noch frappierender fällt die Differenz bei der kleinteiligeren Übersicht nach Trakt auf. Eine verdichtete Besiedlung mit über 290 Personen pro Quadratmeile ist allein in der Bezirkshauptstadt Center sowie der unmittelbaren Umgebung zu finden. Im Rest des Countys variiert die Bevölkerungsdichte zwischen 10 und 80 Personen pro Quadratmeile.
Die Bevölkerungsentwicklung erlebte nach dem Bürgerkrieg einen kontinuierlichen Anstieg und erreichte 1940 mit 29.235 Einwohnern ihren Zenit. In den Folgejahrzehnten sank die Einwohnerzahl weiter ab bis auf 19.672 im Jahr 1970 – den Tiefststand im 20. Jahrhundert. In den Jahrzehnten danach konnte der Bezirk seinen Einwohnerstand konsolidieren und sogar leicht steigern. 2016 lebten laut Angaben des US-Zensus 25.705 Personen im County. 12.614 davon waren männlich, 13.091 weiblich. 18.786 Einwohner waren älter als 18 Jahre, 6.919 Einwohner Kinder oder Jugendliche, 4.095 älter als 65 Jahre. Der ermittelte Altersmedian betrug 37,1 Jahre – ein Wert, der grob demjenigen der Vereinigten Staaten insgesamt entspricht (37,7 Jahre) und knapp drei Jahre über dem für Gesamt-Texas liegt (34,2 Jahre). Ethnisch stellten Weiße mit 16.111 Einwohnern (62,7 %) die stärkste Gruppe. 4.523 (16,6 %) bezeichneten sich als Afroamerikaner, 4.523 (16,6 %) als Hispanics beziehungsweise Latinos, 353 (1,4 %) als Asiaten und 29 Einwohner (0,5 %) als Natives beziehungsweise indianischstämmig. 125 (0,5 %) gaben an, zwei oder mehr Ethnien anzugehören. Das Medianeinkommen pro Haushalt betrug 36.312 US-Dollar (USD). Im Vergleich lag es damit deutlich unter dem des Bundesstaates Texas (54.700 US-Dollar) sowie dem der USA insgesamt (55.300 US-Dollar). Als Personen, die in Armut leben, wies der Zensus 21,1 % aus, als Personen ohne Krankenversicherung 25,2 %.
Bezogen auf einzelne Ortschaften und Städte variieren die für das County ermittelten Werte stark. Huxley etwa, eine ausschließlich von Weißen bewohnte Stadt am Toledo Bend Reservoir, weist einen deutlich über dem Durchschnitt liegenden Altersmedian auf – ebenso ein deutlich überdurchschnittliches Median-Haushaltseinkommen. Tenaha hingegen – eine der durch den Eisenbahnnboom groß gewordenen Städte im Norden – weist hingegen einen überdurchschnittlichen Anteil an Afroamerikanern auf, ebenso ein deutlich unter dem Schnitt liegendes Median-Haushaltseinkommen sowie hohe Prozentwerte für die Problemindikatoren Armut und fehlende Krankenversicherung. Am meisten den Durchschnittswerten entspricht die Bezirkshauptstadt Center – der mit über 5.000 Einwohnern bei weitem größten Ansiedlung im Bezirk.

### Politik

Ergebnisse der US-Präsidentenwahl 2016 in Texas

Shelby County ist – wie die Region Osttexas allgemein – eine Hochburg der Republikaner. Der parteipolitische Großtrend im 20. Jahrhundert – die massenhaft vollzogene und speziell für den ehemaligen US-Süden charakteristische – Wählerwanderung von den Demokraten hin zu den Republikanern schlug sich auch im Wahlverhalten der Wähler im Shelby County nieder. Ebenso wie Gesamt-Texas war auch das County bis weit in die 1960er hinein eine Hochburg der Demokraten. Bei den Präsidentschaftswahlen 1960 errang John F. Kennedy mit über zwei Drittel der Stimmen ein herausragendes Ergebnis (Vergleichswerte Texas insgesamt: 50,5 %). Leicht unter dem texanischen Durchschnitt lagen hingegen die Ergebnisse bei der Präsidentschaftswahl 1964: Während der Texaner Lyndon B. Johnson in seinem Heimatstaat 63,3 % der Stimmen auf sich vereinte, erzielte er in Shelby County 61,1 %. Bei der 1968 stimmten die Wähler von Shelby – ebenso wie die der meisten anderen osttexanischen Countys – überwiegend für den prononciert rechtskonservativen und die Rassentrennung befürwortenden Ex-Demokraten George Wallace (Ergebnis Shelby County: 47,5 %; Ergebnis Texas: 19 %).
Dem in den 1970ern einsetzenden Bundesstaats-Trend hin zu den Republikanern schlossen sich die Wähler im Shelby County erst vergleichsweise spät an: Während in den Präsidentschaftswahlen 1980, 1988, 1992 und 1996 die Mehrheit der Stimmen im Staat an die Republikaner ging, votierten die Einwohner im Shelby County für die demokratischen Kandidaten Jimmy Carter, Michael Dukakis und Bill Clinton. Seit dem Jahr 2000 votieren sowohl die Wähler von Shelby County als auch die des Bundesstaats Texas konstant für die Präsidentschaftskandidaten der Republikanischen Partei. Seit der Wahl 2008 (John McCain gegen Barack Obama) übersteigen die republikanischen Stimmanteile im County diejenigen im Bundesstaat um teilweise mehr als fünfzehn Prozent – Ergebnisse, die selbst für die prononciert republikanische Region Osttexas überdurchschnittlich sind. Bei der 2016 errang Donald Trump gegen Hillary Clinton eine Mehrheit von 79 % der abgegebenen Stimmen (Gesamt-Texas: 52,1 %). In einigen osttexanischen Countys lagen die Ergebnisse für Trump noch höher (Beispiel: das benachbarte Sabine County mit 86,0 % zu 13,2 %). Noch höhere Ergebnisse – mit mehr als 90 % – fuhr Trump in einigen Countys der mitteltexanischen Prärie-Region sowie im nordtexanischen Panhandle ein.
Einen Umschwung gab es auch hinsichtlich des – seit 1871 in ununterbrochener Folge von der Demokratischen Partei gestellten – Abgeordneten für das US-Repräsentantenhaus. Vertreter für den First District of Texas ist seit 2004 der Republikaner Louie Gohmert. Der Bezirk, der neben Shelby County die osttexanischen Countys Marion, Upshur, Harrison, Gregg, Smith, Rusk, Panola, San Augustine, Nacogdoches, Sabine, Angelina sowie Teile des Cass County umfasst, bestätigte Gohmert seit seiner Erstwahl in sämtlichen Folgewahlen bis einschließlich 2016. Gohmert zählt zu den Parteigängern der Tea-Party-Bewegung; speziell bei den Themen Klimawandel, Abtreibungsrecht und Einwanderung vertritt er prononciert rechtskonservative Positionen.

## Wirtschaft, Bildung und Kultur
Landwirtschaft ist in Shelby County nach wie vor ein wichtiger Wirtschaftsfaktor. Ein Bezirks-Profiling der Landwirtschaftsbehörde aus dem Jahr 2012 wies für das County 800 km² Farmland aus. 50,3 % davon waren Weideland, 25,3 % Wald und 18,5 % Anbaufläche. Bei den produzierten Mengen an Geflügel und Eiern rangiert das County texasweit auf Platz eins. Überdurchschnittliche Werte hat Shelby County bei der Produktion von Melonen und Tomaten. Weit hinten rangiert es hingegen bei nicht Hühnerwirtschaft-basierenden Viehzucht-Produkten. Wichtigste Wirtschaftsfaktoren sind mittlerweile der Bergbau sowie die Förderung von Erdöl und Erdgas. Flankierend hinzu kommen als große Branchen das Erziehungswesen, handwerkliche Betätigungen sowie medizinische und soziale Dienste. Die am höchsten bezahlenden Branchen sind technische Wartung und Entwicklung, Bergbau sowie Erdöl- und Erdgasförderung. Erdöl und Erdgas sind einerseits zwar Wirtschaftslokomotiven. Preiseinbrüche jedoch wie etwa 2015 ziehen die flankierende Infrastruktur – wie beispielsweise Hotels und Restaurants – mit in die Flaute.
Die vom American Community Survey (ACS) für 2015/2016 ermittelten Zahlen boten im Detail folgendes Bild: 13,4 % der Beschäftigten arbeiteten im Bildungssektor, 10,1 % im Gesundheitswesen sowie sozialen Dienstleistungssektor. Produktion, Konstruktion und Einzelhandel belegten mit 13 %, 9,8 % und 8,7 % die Plätze drei bis fünf. Dahinter rangierten mit 7,6 % beziehungsweise 6 % die beiden traditionellen Sektoren Bergbau / Erdöl- und Erdgasförderung sowie Land- und Forstwirtschaft. Die Gesamtanzahl der Beschäftigten belief sich auf 9.480. Hoch – verglichen mit der osttexanischen Großregion – ist die Tötungsrate. 2017 belief sie sich auf 8,6 pro 100.000 Bewohner. Mit höheren Werten auf warten lediglich die drei osttexanischen Countys Jefferson (9), Gregg (9,4) und Newton (11).
Die Schulversorgung in Shelby County wird durch sechs Independent School Districts (ISD) gewährleistet: Center, Excelsior, Joaquin, Shelbyville, Tenaha und Timpson. Der ISD Center ist ein K-12-Schuldistrikt. In Center ansässig ist darüber hinaus eine Außenstelle des in Carthage, Panola County beheimateten Panola College.
Durch seine Nähe zum Toledo Bend Reservoir partizipiert Shelby County auch vom dort ansässigen Erholungs- und Wassersport-Tourismus. Hinzu kommt der Sabine National Forest, der das östliche Drittel des County in Beschlag nimmt. Überregional bekannte Volksfeste in der Region sind das What-A-Melon-Festival im Juli und das East Texas Poultry Festival im Oktober. Darüber hinaus wartet der Bezirk mit einer Reihe ausgewiesener historischer Stätten und Landmarks auf. Unter anderem sind dies
- In Center: das ehemalige Shelby County Courthouse, das seit März 1971 im National Register of Historic Places („Nationales Verzeichnis historischer Orte“; NRHP) eingetragen ist,[29] die First Christian Church sowie das Eva Taylor Lane House
- In Joaquin: die Fellowship Baptist Church sowie die alte Bahnstation B.F. Morris and Town of Joaquin
- In Shelbyville: das ehemalige County-Seat-Gebäude des Bezirks, die First Methodist Church sowie eine ausgewiesene Markierstätte zum Beginn des Regulator-Moderator Wars.
- In Tenaha: die First United Methodist Church sowie die Tennessee Presbyterian Church.

## Galerie

Sabine River Bridge bei Joaquin
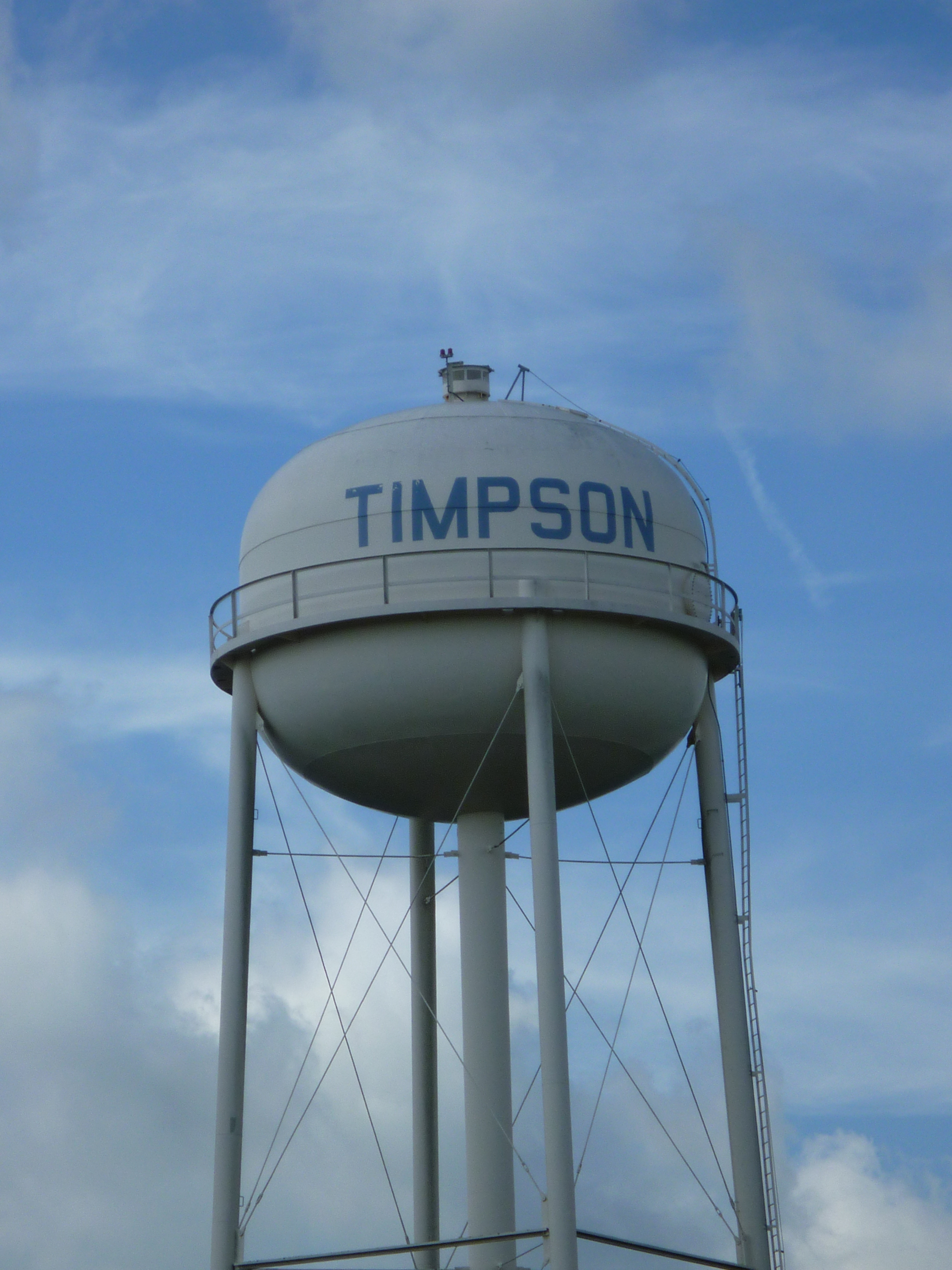
Wasserturm in Timpson
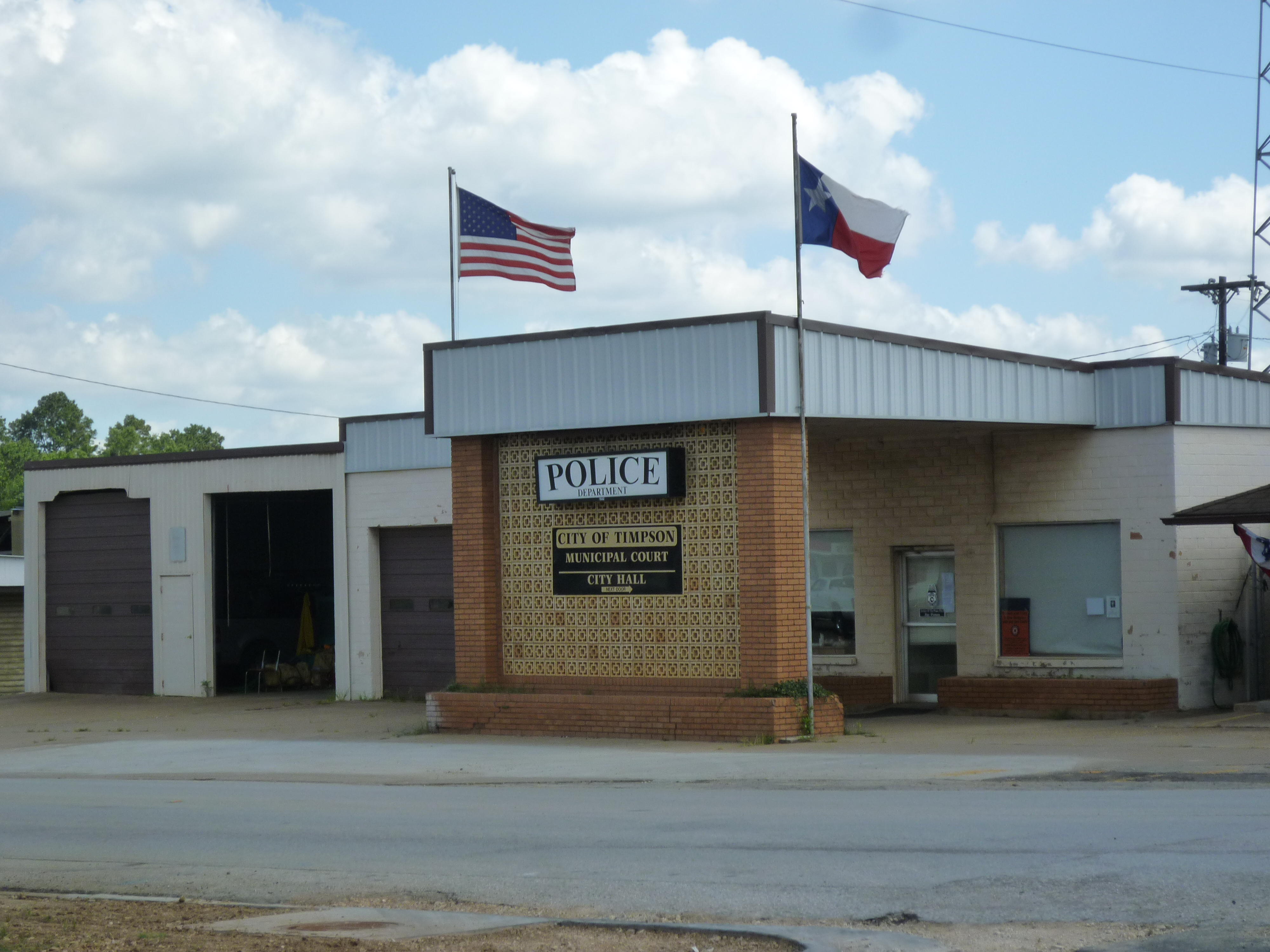
Polizeirevier in Timpson
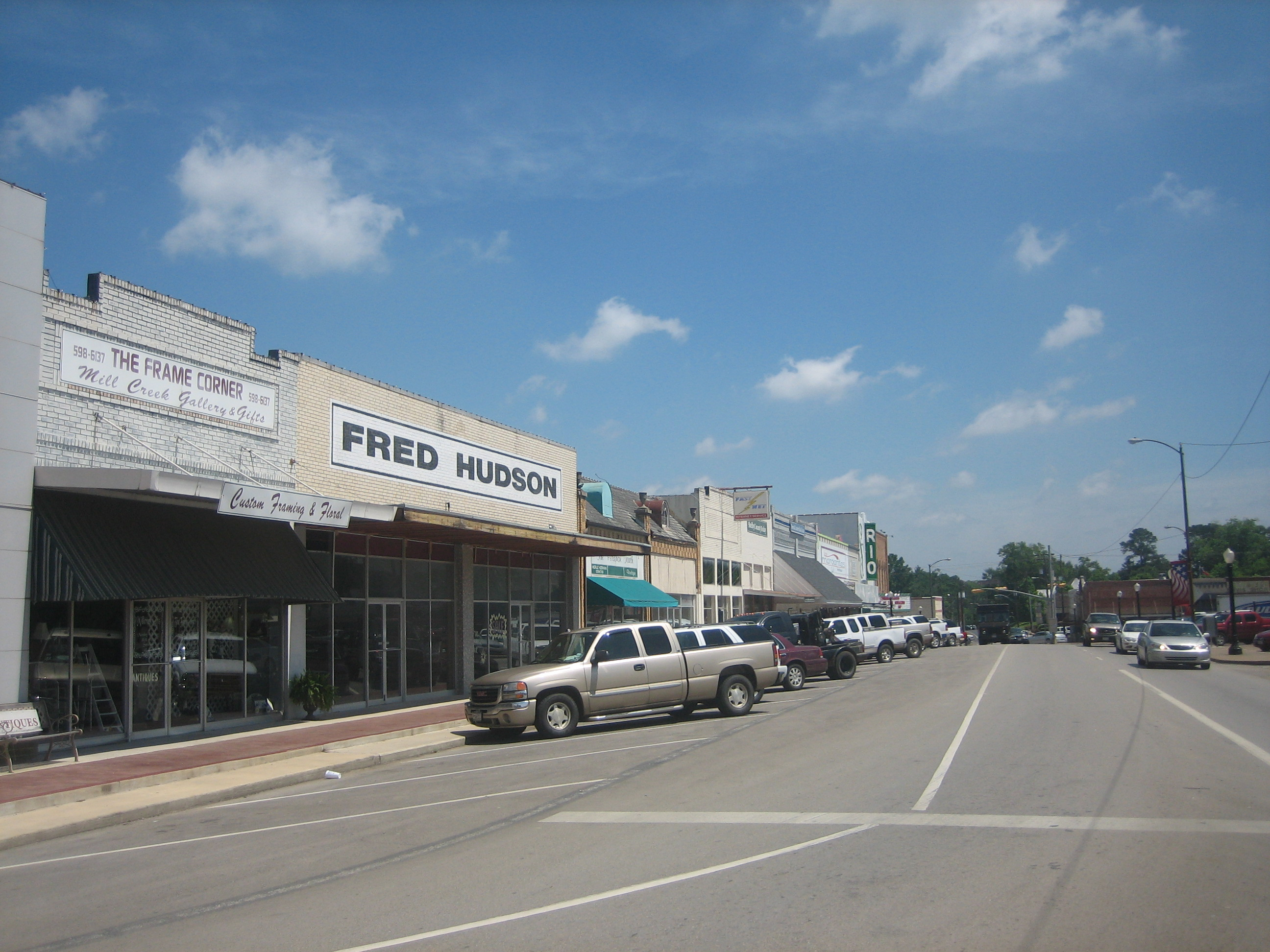
Downtown Center
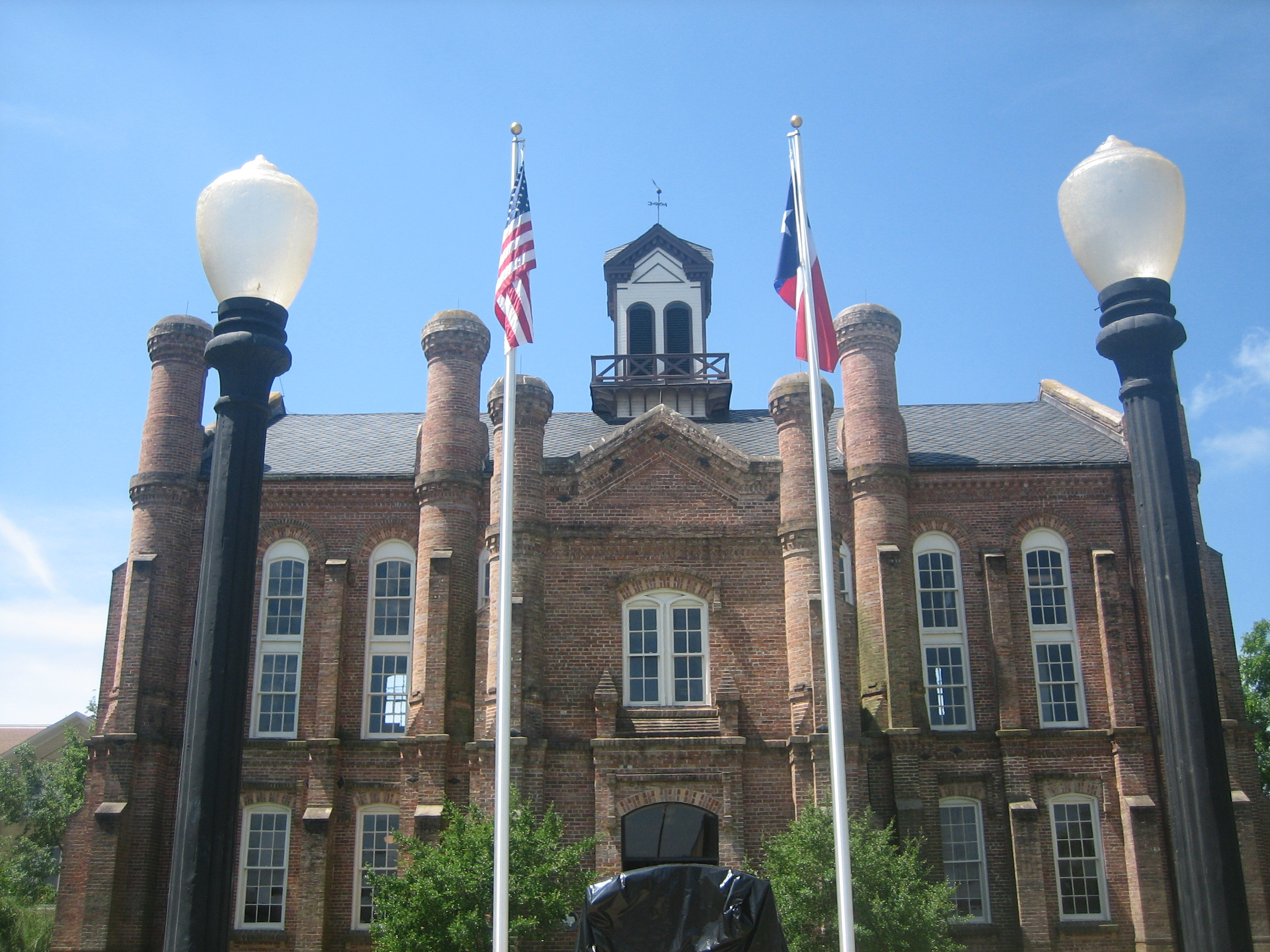
Ehemaliges Courthouse in Center
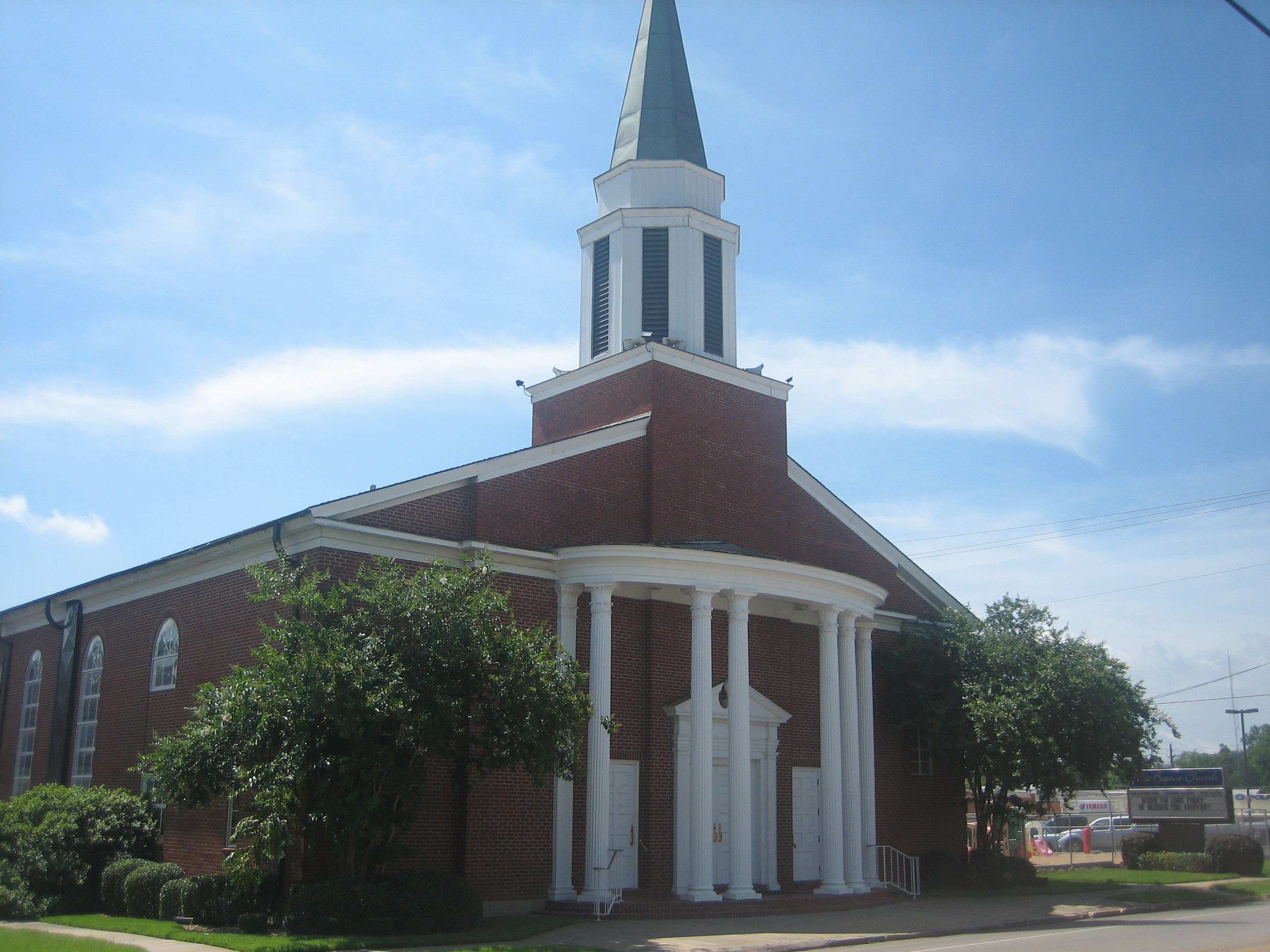
First Baptist Church in Center
Emzy C. Smith House in Center (1936)
Louis Jones House in Center (1933)